# Eria arunachalensis
Eria arunachalensis là một loài thực vật có hoa trong họ Lan. Loài này được A.N.Rao mô tả khoa học đầu tiên năm 1997.